# Ernst Hanssen

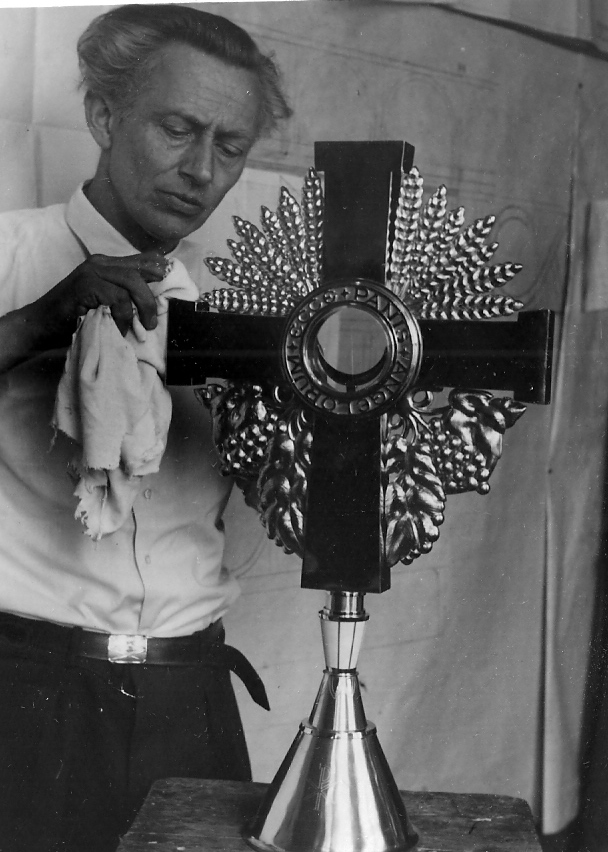
Ernst Hanssen mit der von ihm gefertigten Monstranz für die St.-Franziskus-Kirche in Hamburg-Barmbek-Nord

Ernst Hanssen (* 29. März 1907 in Heide; † 20. Dezember 1989 in Hamburg) war ein deutscher Metall- und Steinbildhauer sowie Goldschmied.

## Leben und Wirken
Als Sohn der Eheleute Alma und Georg Hanssen und als jüngstes von acht Geschwistern wuchs er in Heide (Holstein) auf. Grundlage für sein künstlerisches Schaffen bildeten die Lehre bei einem Goldschmiedemeister und das Studium an der Landeskunstschule in Hamburg.

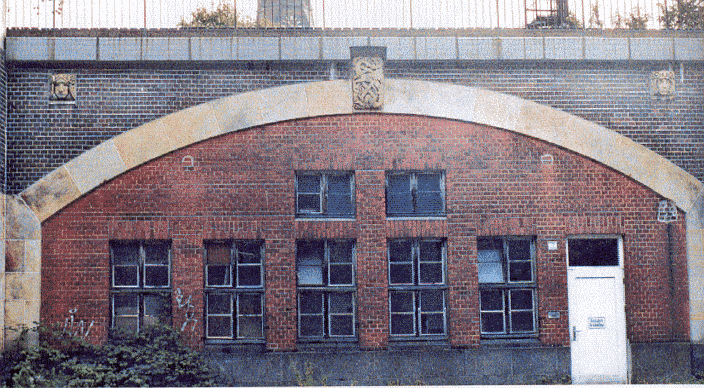
Werkstatt Immenhof

Er war dreimal verheiratet und hatte zwei Söhne aus erster Ehe.
Viele Jahre konnte er seine Tätigkeit nur unter erschwerten Bedingungen ausüben, indem er sich – bedingt durch die schweren Kriegszerstörungen Hamburgs – eine Werkstatt unter den Gleisen der Hamburger Hochbahn (Immenhof) einrichten musste, die er bis zu seinem Ruhestand nutzte.
Für die katholische Kirche fertigte er hochwertige Gold- und Silberschmiedearbeiten (Monstranzen). Umfangreiche öffentliche Aufträge erhielt er von der Freien und Hansestadt Hamburg, d. h. von der Abteilung Brücken- und Ingenieurbau und vom Stadtplanungsamt. Als nur wenige Beispiele seien die von ihm geschaffenen Inschriften an mindestens 82 Hamburger Brücken genannt, zu denen die an der alten Lombardsbrücke, an der Kennedy-Brücke, an der Legien-Brücke und an vielen weiteren Alster- und Fleetbrücken gehören. Sie sind ohne allegorischen Dekor in Bronze, Aluminium und Gusseisen ausgeführt.
Unter anderem wurde er mit Renovierungsarbeiten beauftragt, die die Beseitigung von Kriegsschäden an Kunstwerken der Michaeliskirche (St.-Michaelis- und Luzifergruppe über dem Portal), am Blücherdenkmal in Altona, am Stuhlmannbrunnen und an zehn weiteren Objekten betrafen. Weitere Arbeiten betrafen die Fertigung von Sonnenuhren (z. B. an der Schule in Halstenbek), Kandelabern (z. B. zwei 5-flammige an der Alten Lombardsbrücke), Schriften und figürliche Ornamente (z. B. Ornamente „Phönix“ und „Ikarus“ am Flughafen Hamburg-Fuhlsbüttel) und Gedenktafeln (z. B. St. Josefskirche in Hamburg-Altona).
Die Vielzahl seiner Privataufträge ist nicht öffentlich zugänglich.

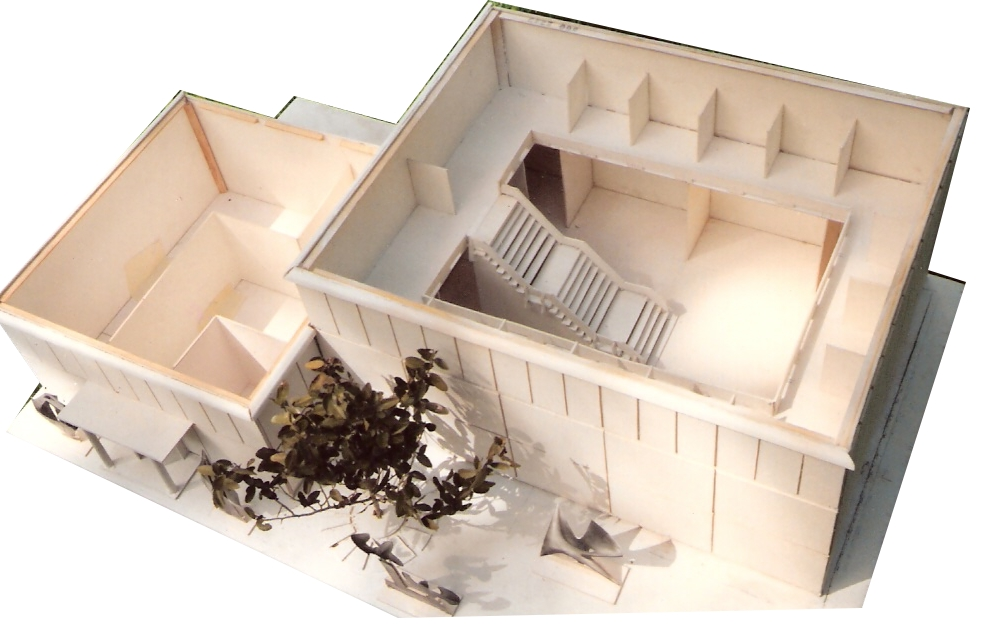
Modell des für Seabrook geplanten Museums

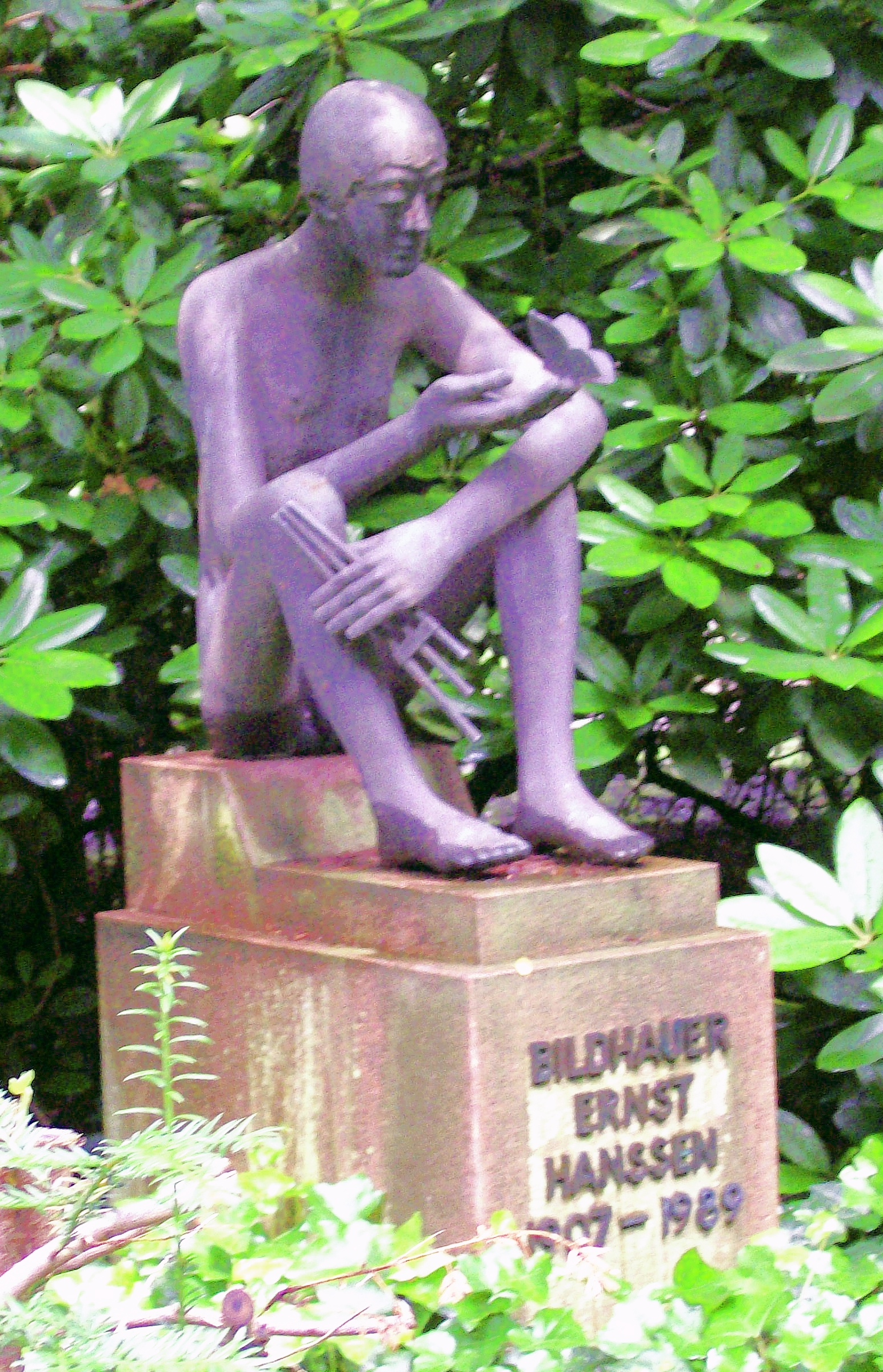
Grabmal Ernst Hanssens auf dem Friedhof Ohlsdorf, Zustand 2007,
entwendet vor 2012

Als Eigenaufträge fertigte er ein Grabmal für das Familiengrab seiner Eltern in Heide / Holstein sowie sein eigenes Grabmal, das bereits ein Jahr vor seinem Tode auf dem für ihn reservierten Grabplatz auf dem Friedhof in Hamburg-Ohlsdorf aufgestellt wurde im Planquadrat U 20, 213 bei der Kapelle 2 zwischen der Nebenallee und der Kapellenstraße, aber vor 2012 widerrechtlich entfernt wurde.
Seine Grabstätte ist in der Homepage des Friedhofs Ohlsdorf der Freien und Hansestadt Hamburg in der Liste der Grabstätten bekannter Persönlichkeiten aufgeführt.
Sein künstlerischer Nachlass befindet sich bei der Familie seines im Jahr 2003 verstorbenen Sohnes in Seabrook, Texas. Es war vorgesehen, diese Gegenstände der Stadt Seabrook zu schenken, sofern diese hierfür ein kleines Museum erstellt. Das Projekt befand sich in Vorbereitung und ein Modell hierfür war bereits erstellt, als Ernst Hanssen unerwartet verstarb. Allzu früh starb dann auch noch sein Sohn in Seabrook, so dass eine Realisierung dieses Projekts – bislang – nicht weiterverfolgt wurde. Überlegt wird, diese Gegenstände als geschlossene Sammlung in seine Heimatstadt zurückzuführen.

## Werke (Auswahl)
- Das oben genannte Grabmal auf dem Friedhof in Heide/Holstein
- Künstlerische Gestaltung des Brückengitters der Twietenkoppelbrücke (Außenalster).
- Skulptur „Die Tröstende“: Das Kunstwerk wurde im Jahr 2001 von der Stadt Garbsen angeschafft und steht auf dem „Friedhof Planetenring“. Das Erstellungsdatum der Skulptur ist nicht bekannt.[1]
- Relief „Mutter mit Kindern“: Das Relief befindet sich in Rellingen am Hauptgebäude der Brüder-Grimm-Schule und ist erkennbar, wenn man das Schulgelände vom Appelkamp her betritt. Es handelt sich um ein 2,12 m hohes und 63 cm breites Bronze-Hochrelief, das der Hamburger Bildhauer Ernst Hanssen nach einem Entwurf der Rellinger Malerin und Graphikerin Hildi Schmidt Heins im Sommer 1965 für eine Brunnenanlage anfertigte. Unten rechts ist „HSH“ (offenbar für Hildi Schmidt-Heins) eingraviert. Die gesamte Brunnenanlage kostete die Gemeinde Rellingen damals 15.760 Mark, davon 9.910 Mark für Entwurf, Fertigung und Montage des Reliefs. Anlass war die Einweihung der für die Schulerweiterung errichteten Pavillons. Heute sind von der Brunnenanlage nur noch Reste unter Büschen vor dem östlichen Flachbau zu sehen. Das Relief wurde Ende der siebziger Jahre von der Brunnenanlage weggenommen und an die Hauswand montiert.[2]
- Berner Brücke. Standort Hamburg-Farmsen-Berne. Motiv gewählt nach dem Namen der weiterführenden Straße Fasanenweg und der mutmaßlich dort bestandenen Fasanenfarm.[3]
- Relief an der Turnhalle der Gemeinde Holm (Kreis Pinneberg). Das im Jahre 1970 als Kunst am Bau installierte Relief wurde, als die Turnhalle später durch einen Neubau ersetzt wurde, an diesem wieder angebracht.[4]
- Vierländerin-Brunnen. Der 1878 nach einem Entwurf von F. A. Meyer auf dem Meßberg errichtete Brunnen mit der steinernen Skulptur einer Vierländer Bäuerin von Engelbert Peiffer[5] steht heute auf dem Hopfenmarkt beim Mahnmal Nikolaikirche.
- Brunnenfigur „Kind mit Fisch“. Dass die Skulptur in einer kleinen Grünanlage am Rande der Goethestraße in Hamburg-Altona ursprünglich als Wasserspeier am Rand eines Wasserbeckens diente, ist noch an den Einfassungssteinen zu erkennen. Das Wasserbecken ist allerdings nicht mehr in Betrieb und verfüllt.[6]

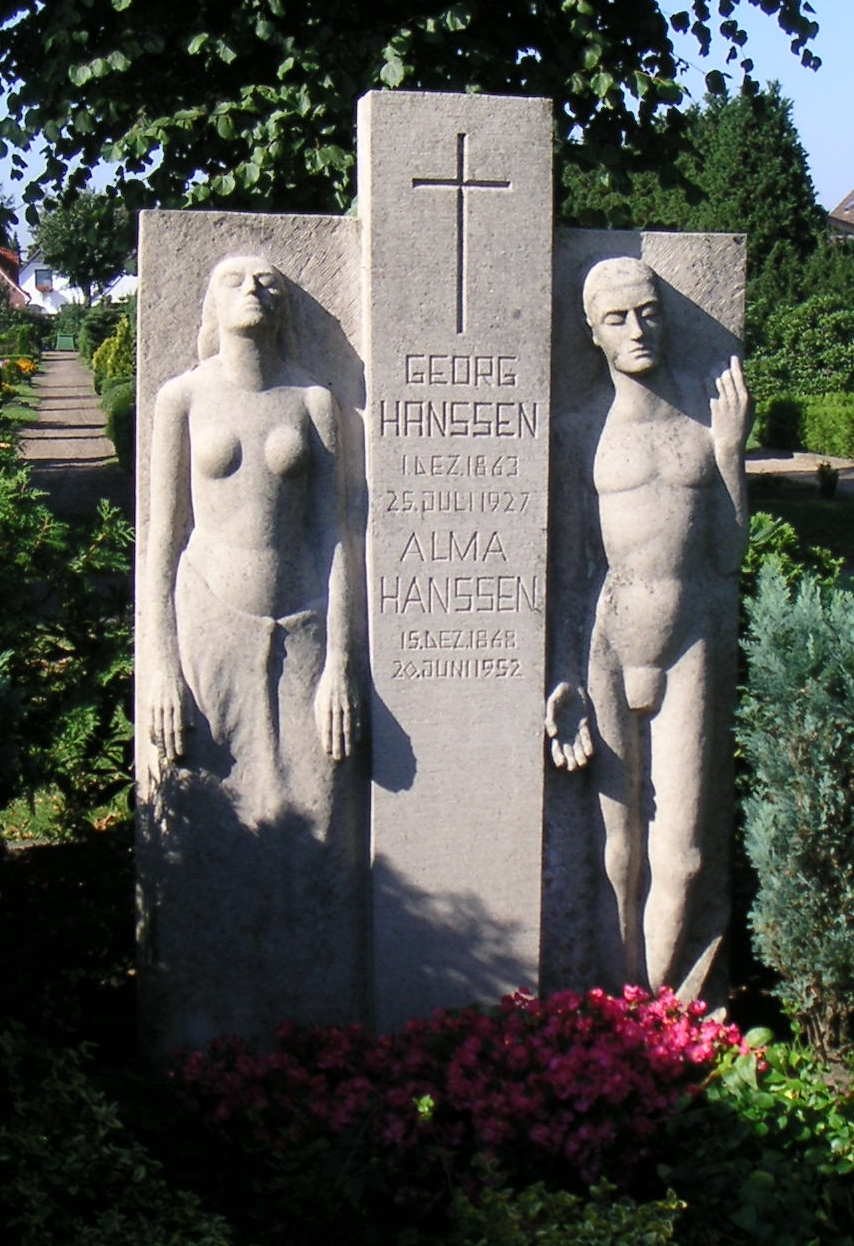
Grabmal in Heide/Holstein
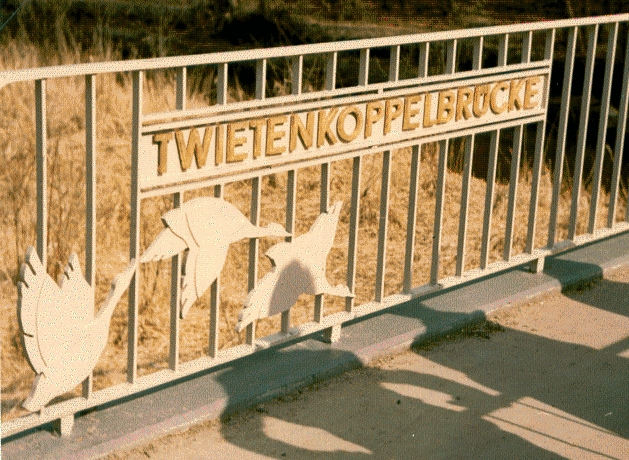
Twietenkoppelbrücke (1968), Stahl a. Grundpl.
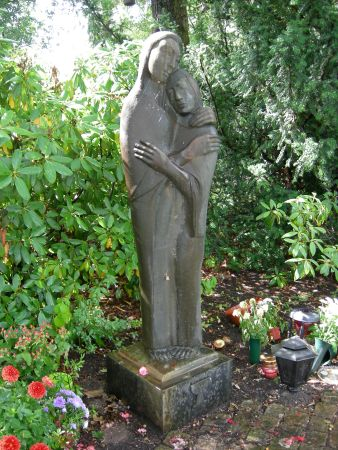
Die Tröstende
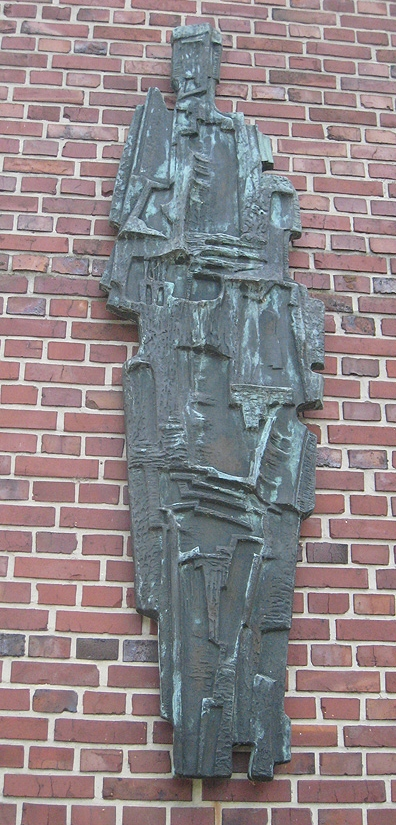
Mutter mit Kindern
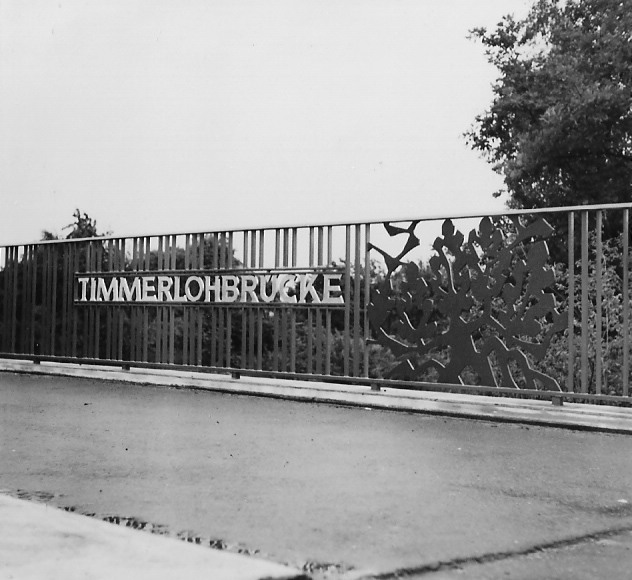
Timmerlohbrücke (1963) in Hamburg-Langenhorn
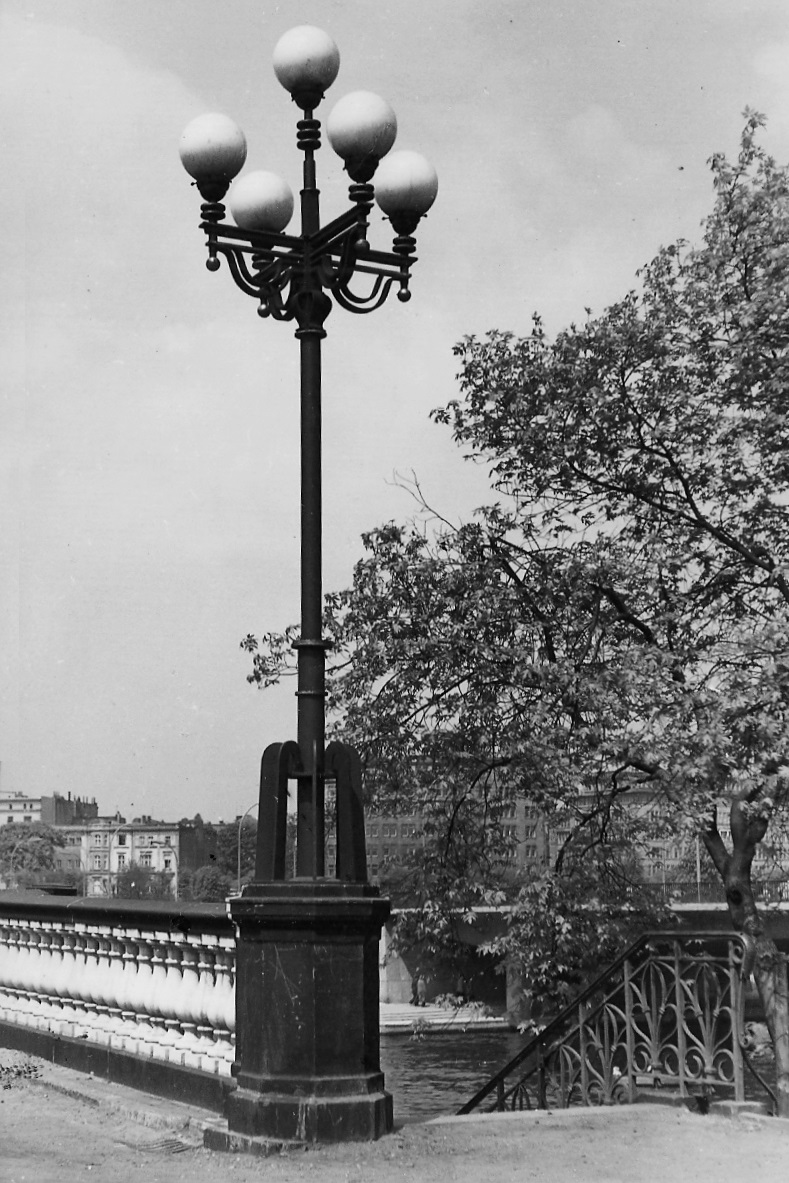
Kandelaber (1953), 5-flammig, Alte Lombardsbrücke in Hamburg
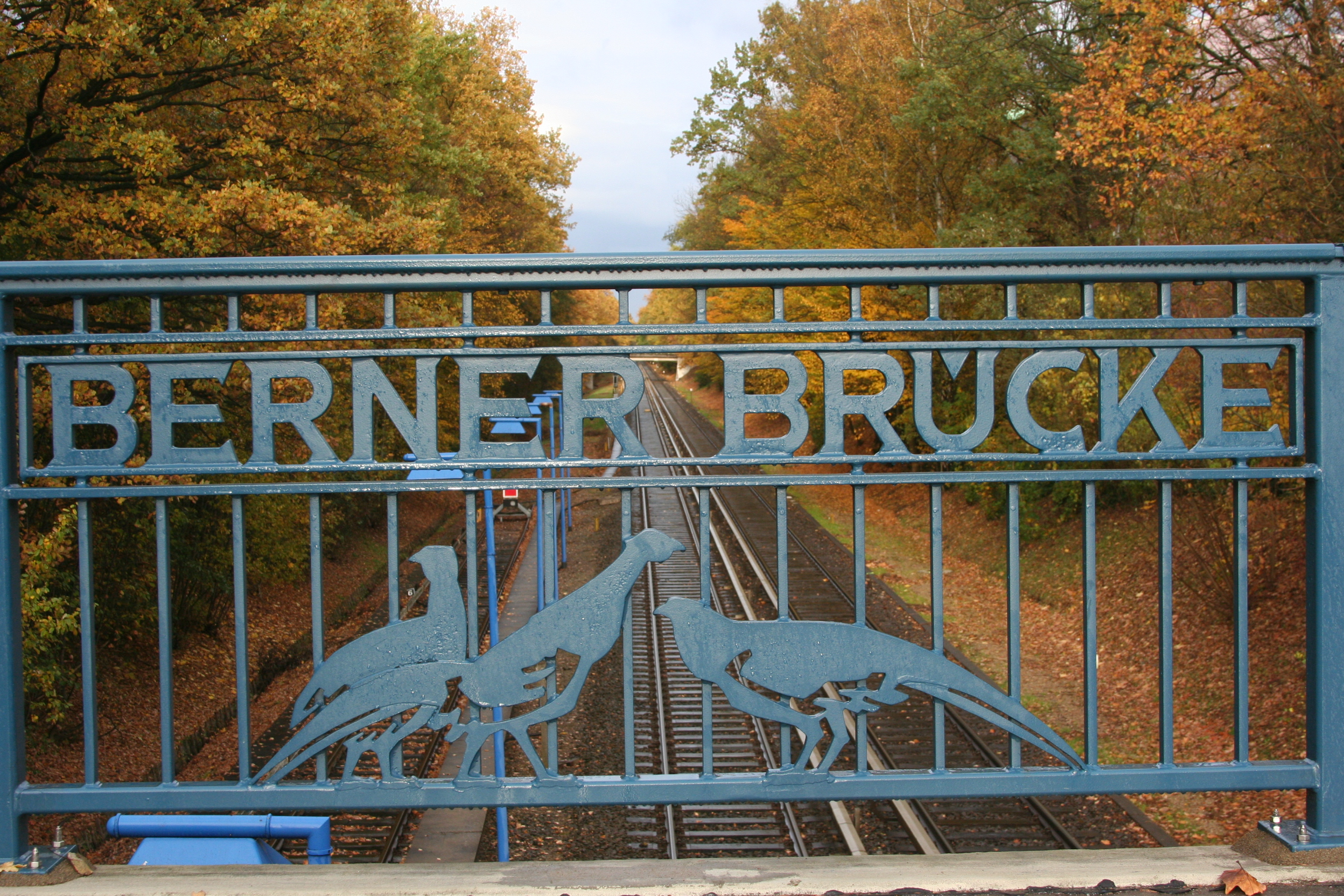
Berner Brücke (1963), Stahl-geschmiedet, Hamburg-Farmsen-Berne. Eins von dortigen zwei Werken
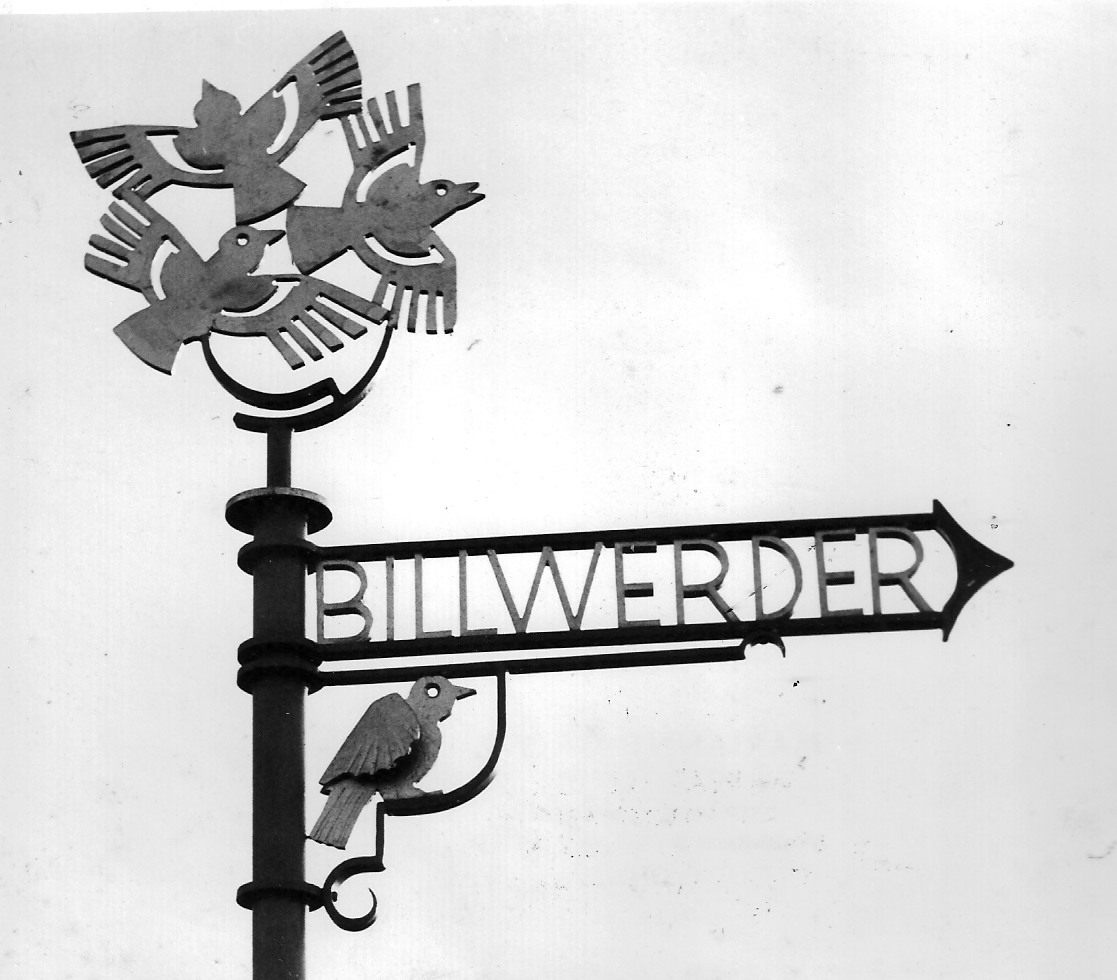
Wegweiser (Foto des Künstlers), gefertigt 1955 (Stahl). Standort: Ladenbeker Furtweg Brücke über die B5 in Hamburg-Lohbrügge
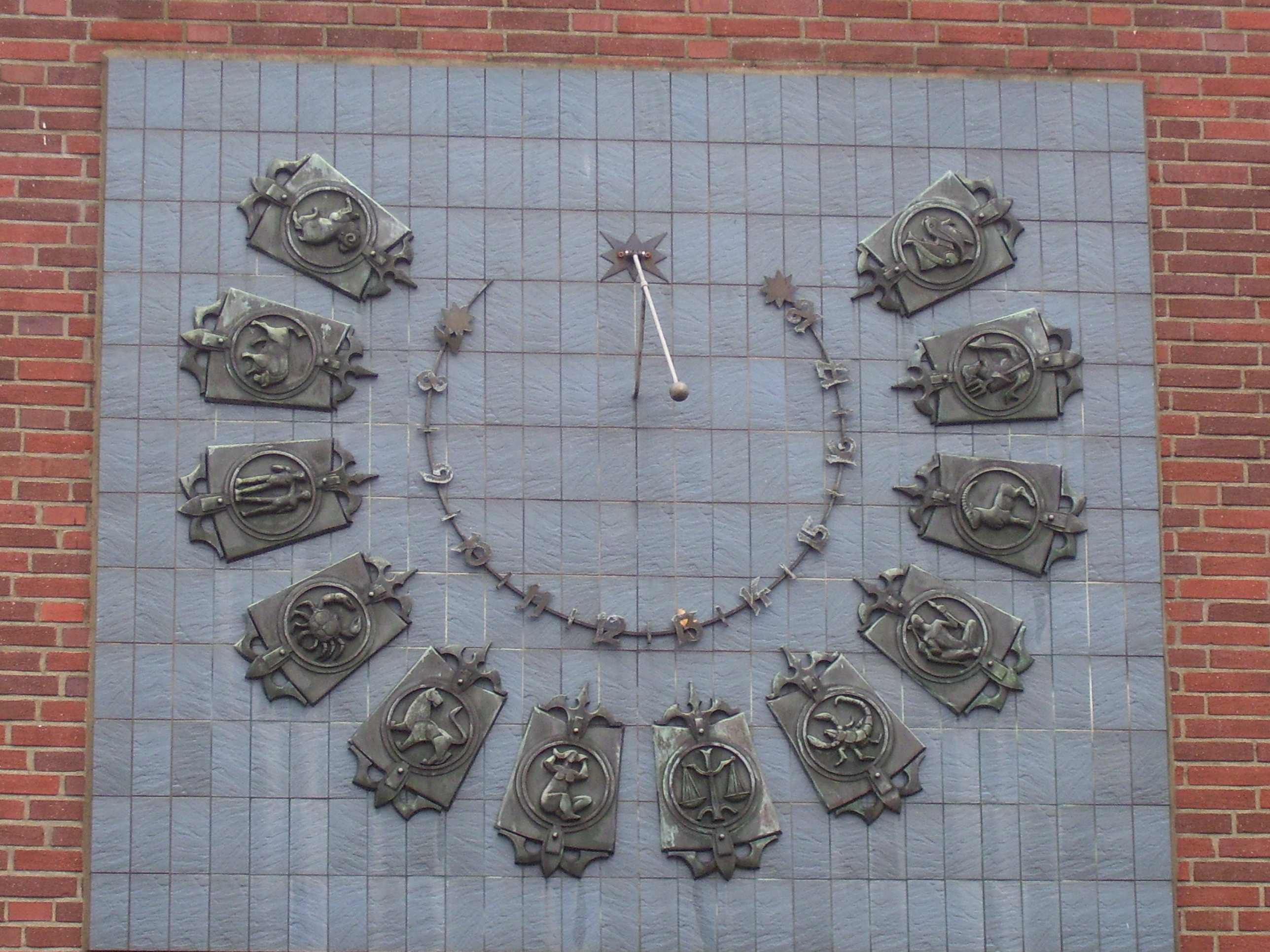
Sonnenuhr (1972), Kupfer- / Bronzeguss, Standort: Gemeinschaftsschule in Hamburg-Halstenbek
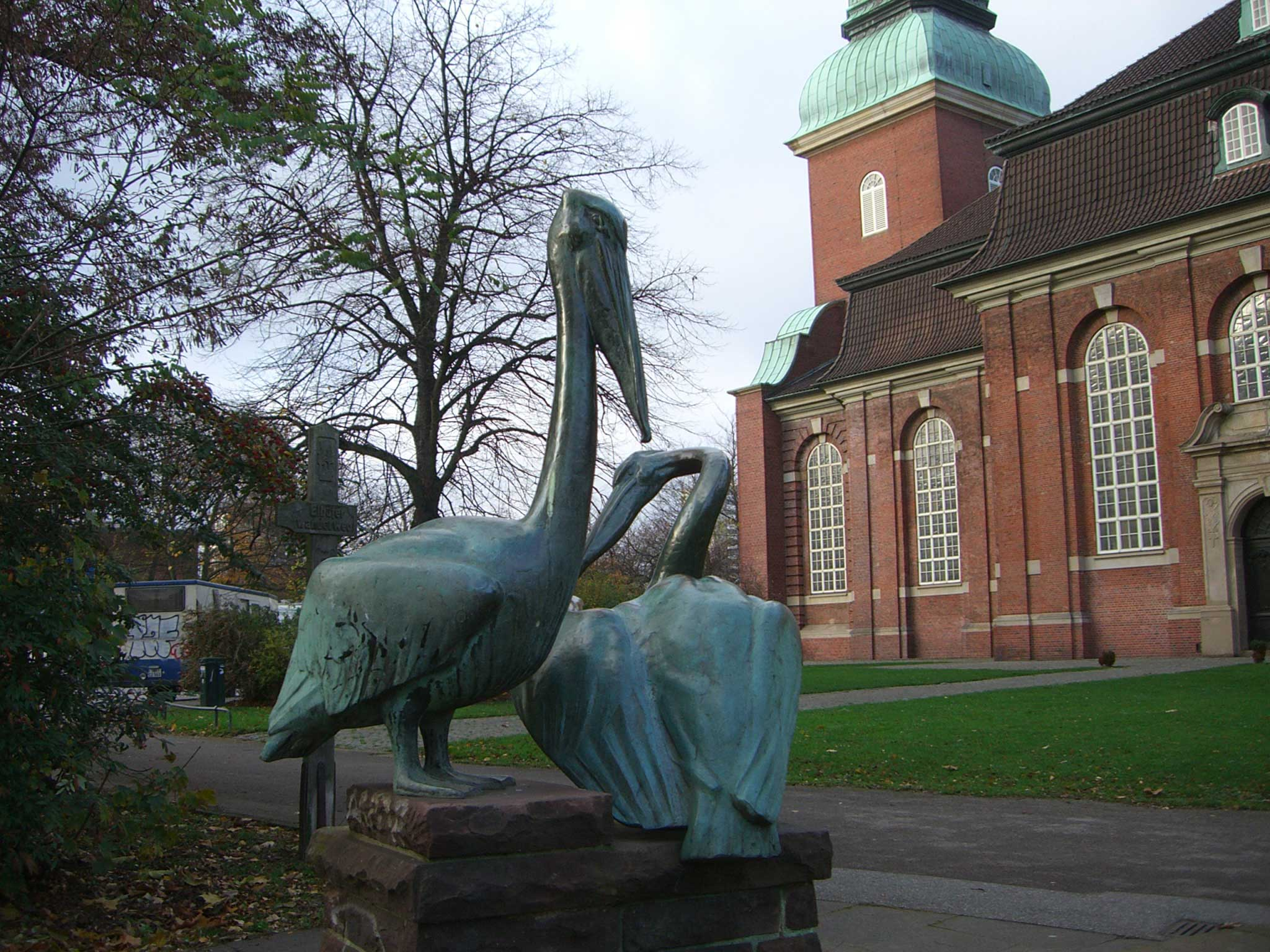
Pelikane (Brunnenfiguren, 1959, Bronzeguss) bei der Hauptkirche St. Trinitatis (Altona)
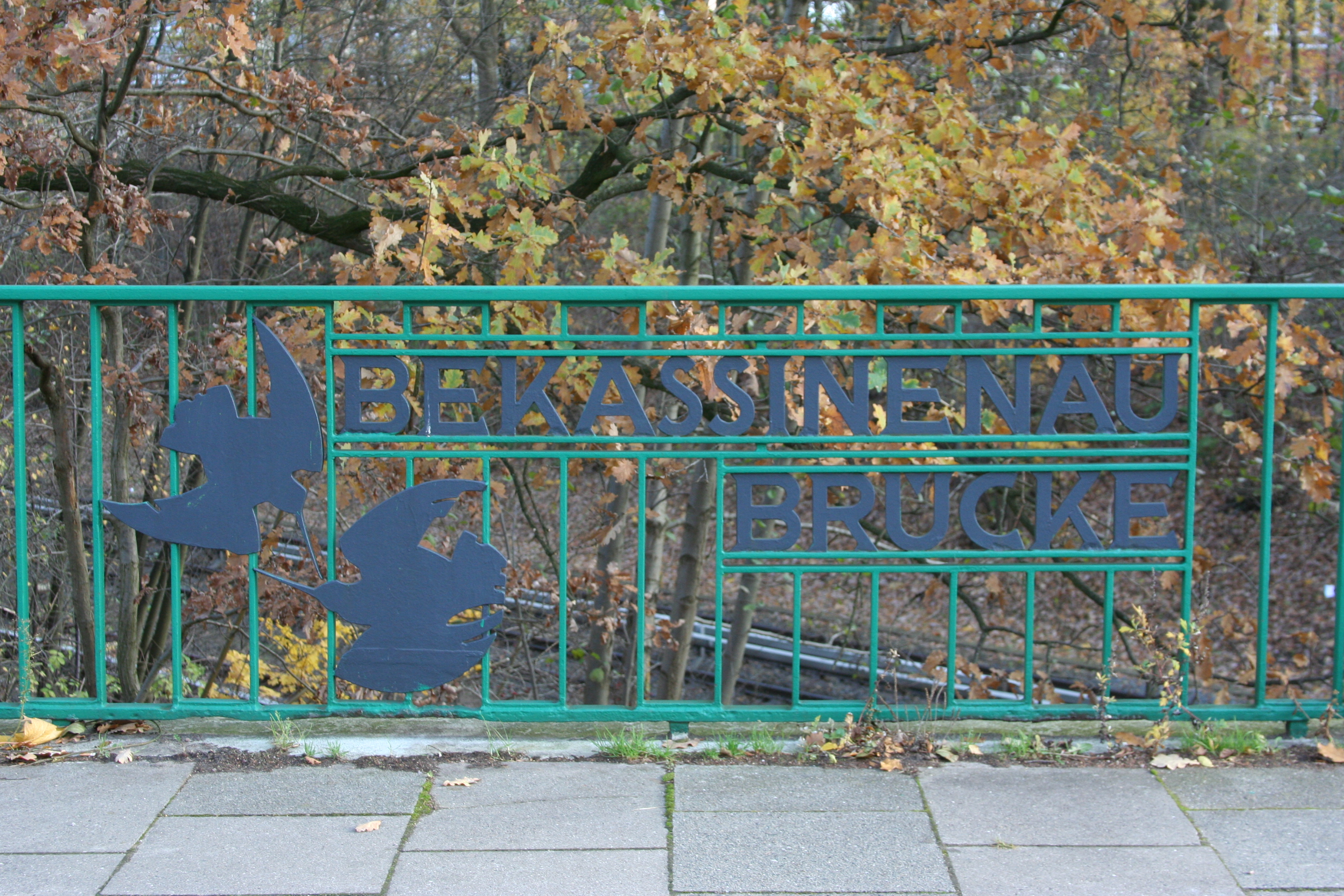
Bekassinenaubrücke (1962, Stahl geschmiedet) in Hamburg-Farmsen-Berne
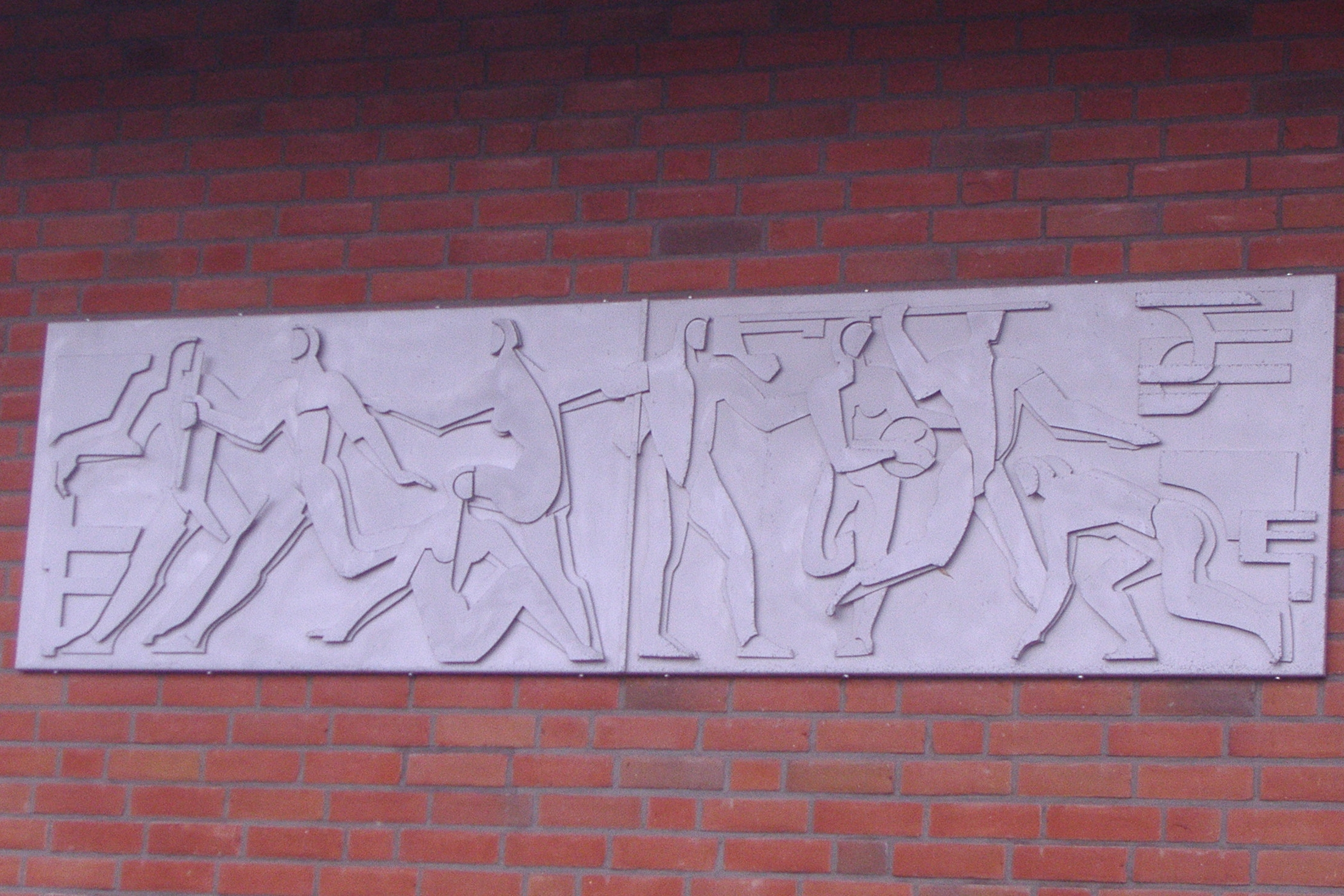
Relief (1970) an Turnhalle in Holm (Kreis Pinneberg)
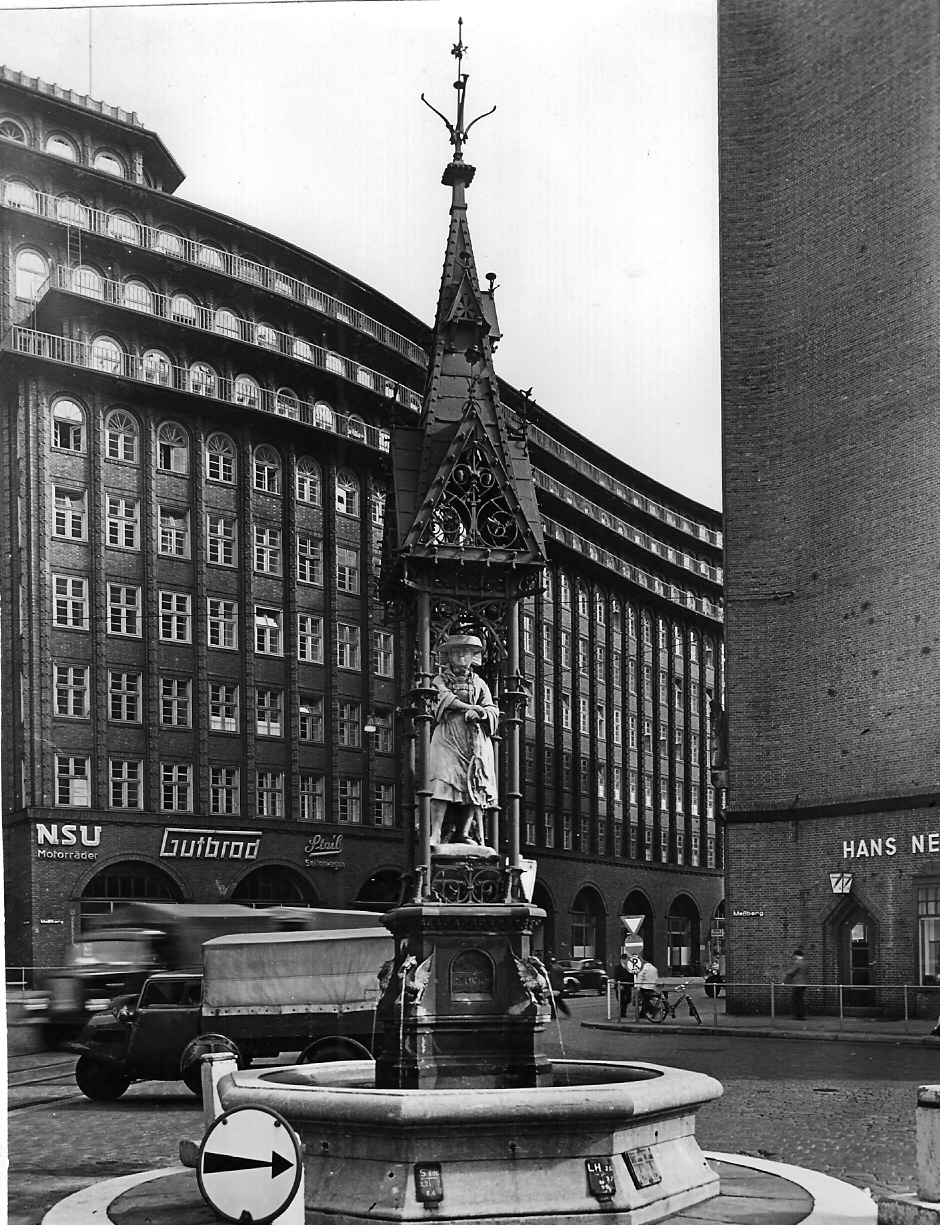
Vierländer Brunnen, Kopf 1953 von Ernst Hanssen renoviert (Neufertigung, Stein).
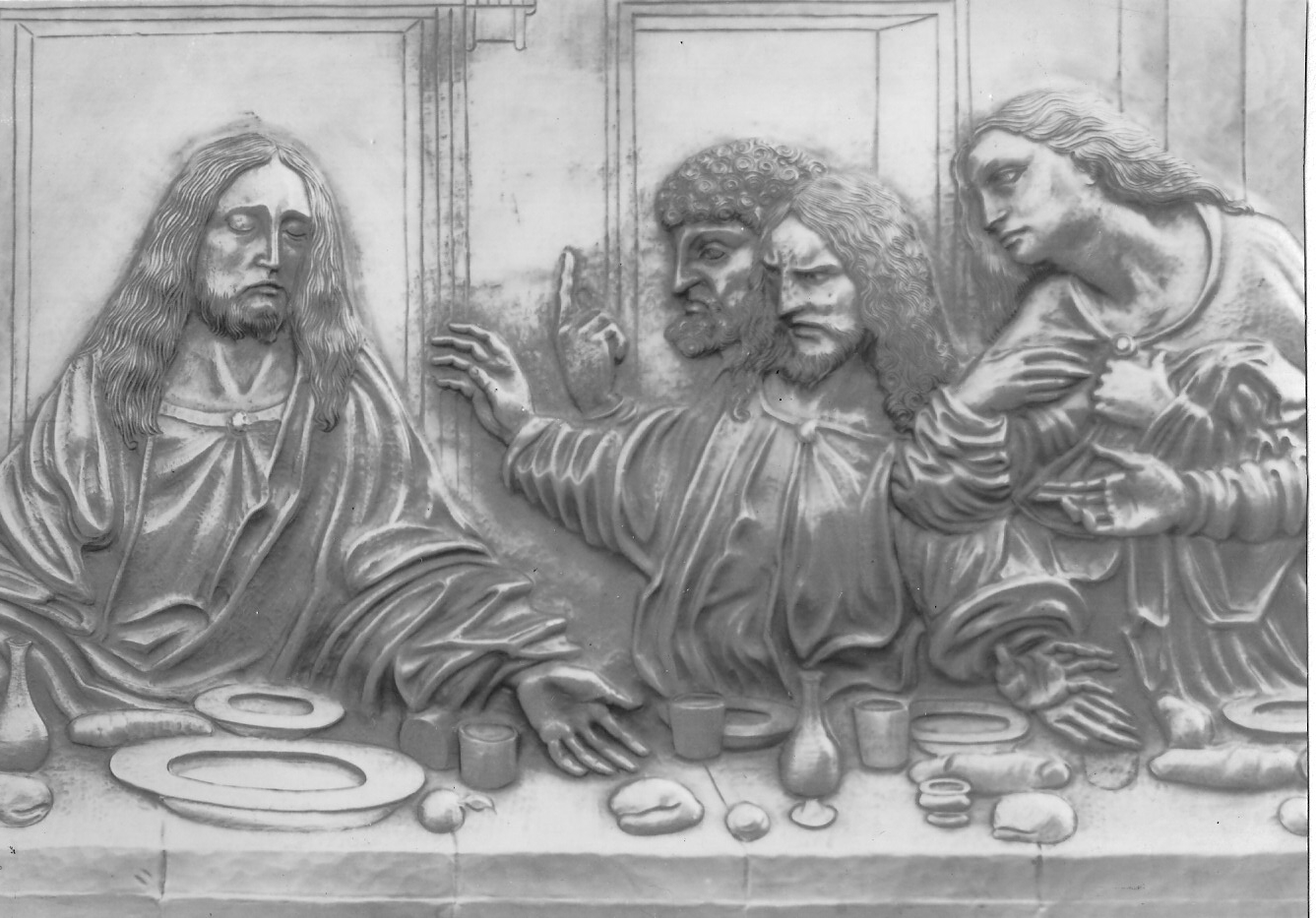
Altar-Relief (Die „CENA“), Ausschnittfoto, gefertigt um 1950 für einen Auftraggeber in Ecuador, Silber getrieben, nach Das Abendmahl (Leonardo da Vinci)
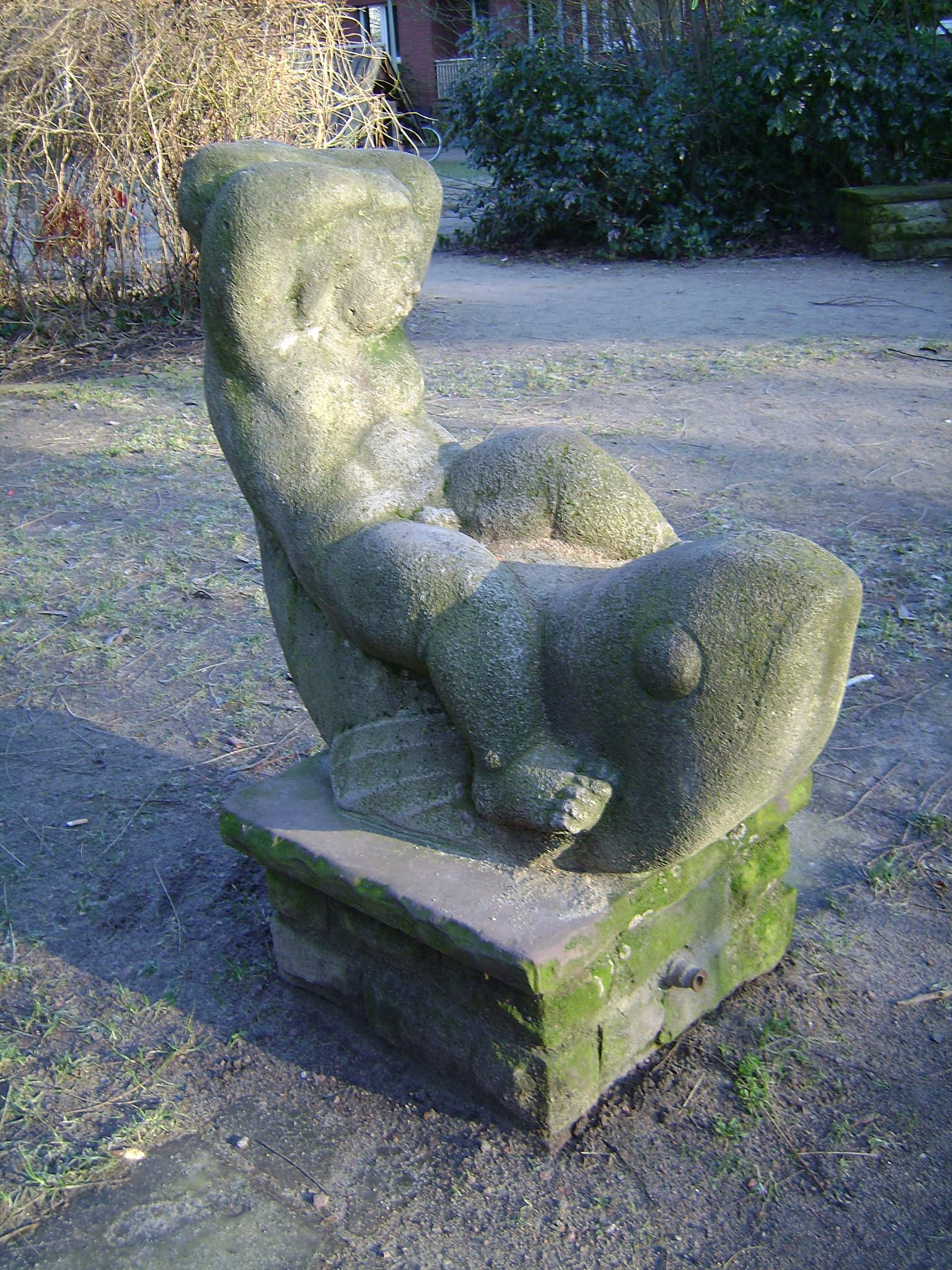
Brunnenfigur „Kind mit Fisch“ (1957), Muschelkalk, Standort: Hamburg-Altona, Goethestraße
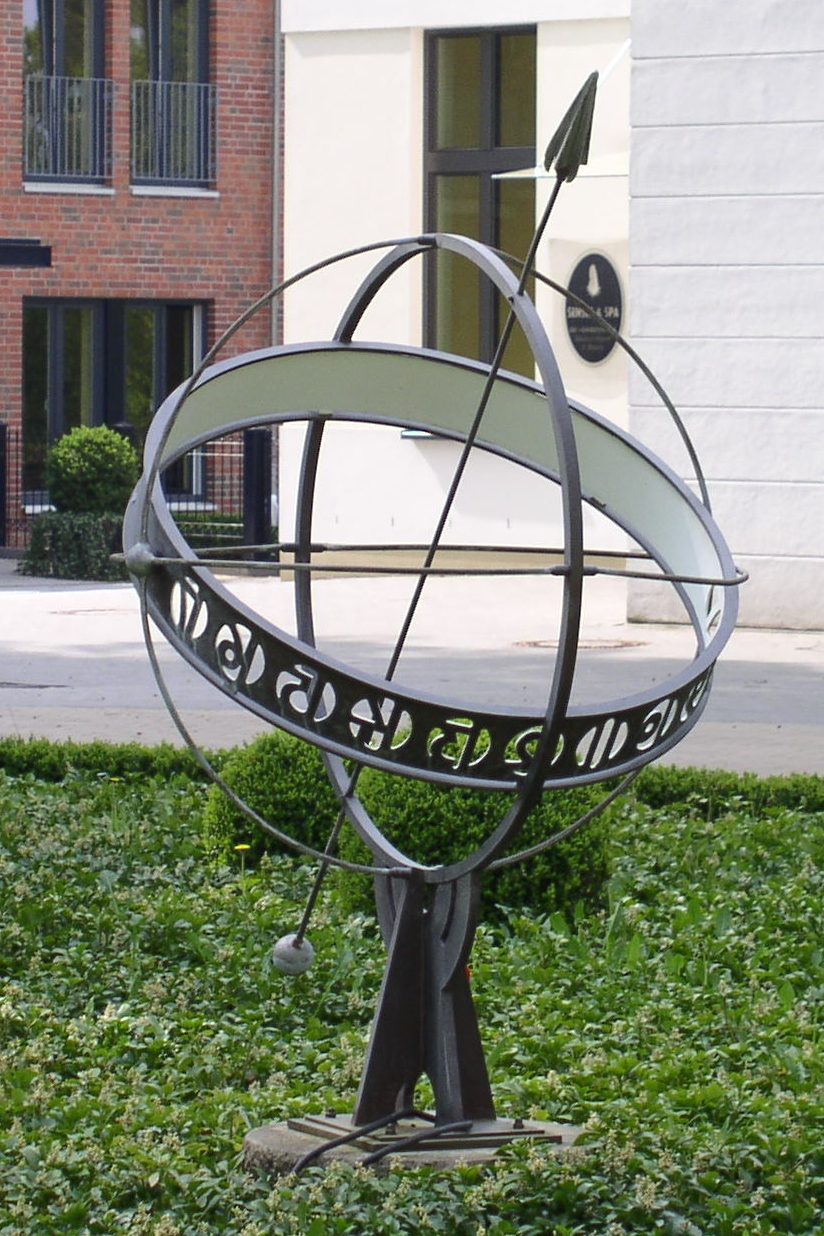
Äquatorial-Sonnenuhr (1971), Stahl.geschm., beim Herrenhaus Wellingsbüttel im Stadtteil Wellingsbüttel von Hamburg
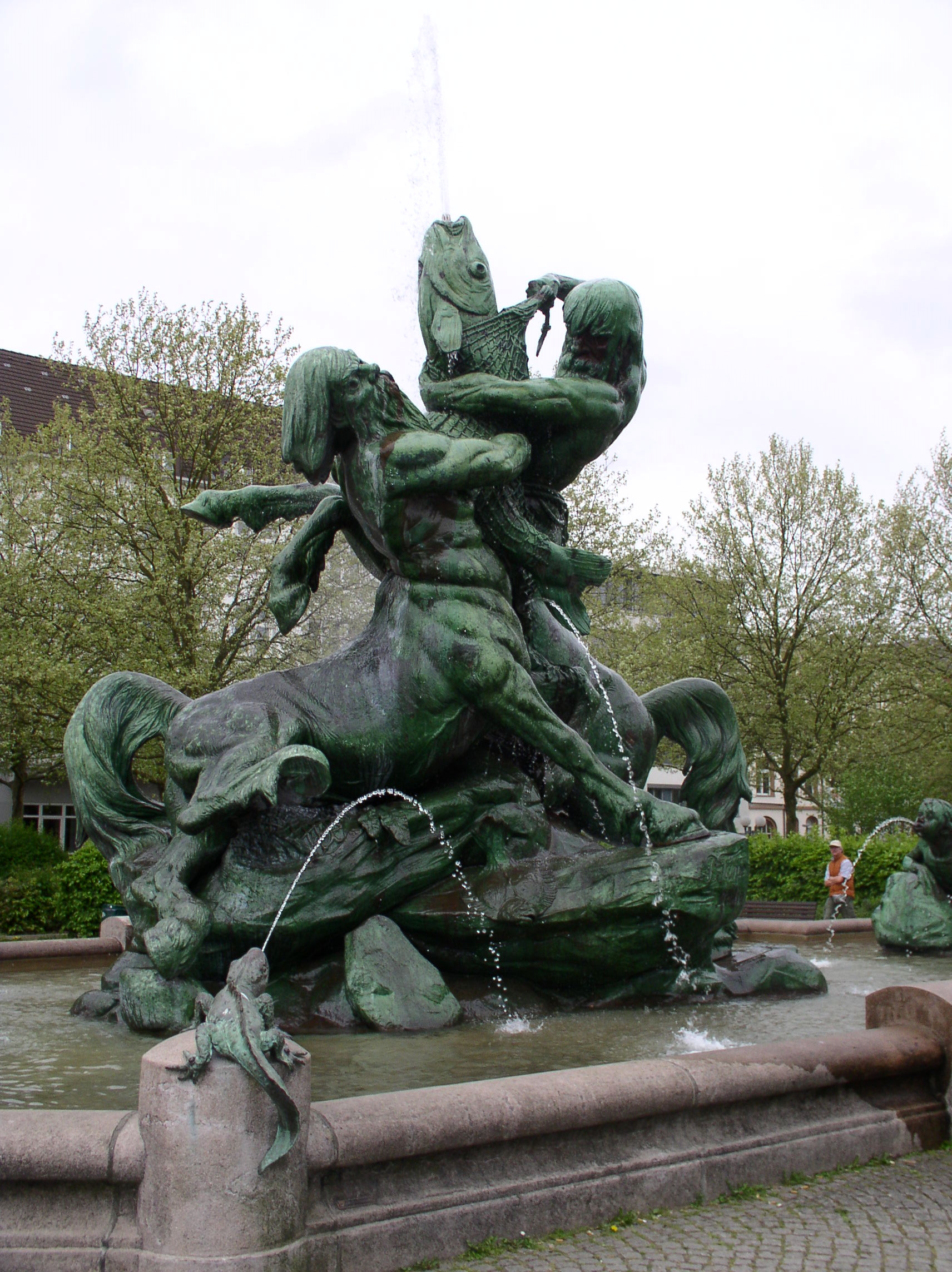
Stuhlmannbrunnen in Hamburg-Altona. Von E.H. in den Jahren 1951, 1975 und 1979 restauriert
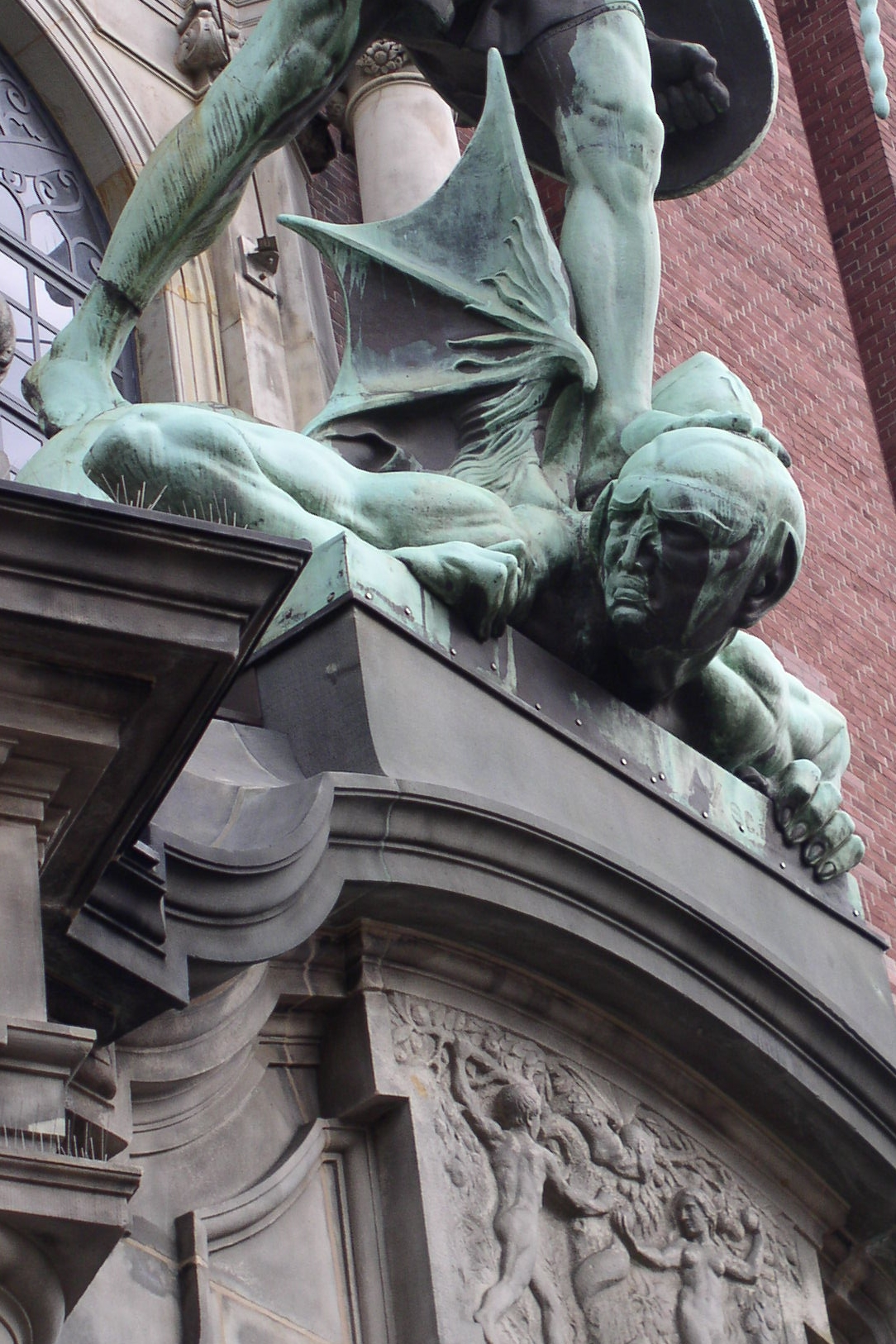
Satanskopf der St.-Michaelis- und Luzifergruppe über dem Eingangsportal der Hauptkirche Sankt Michaelis (Hamburg). 1950 von E.H. neu gefertigt. Kupfertreibarbeit
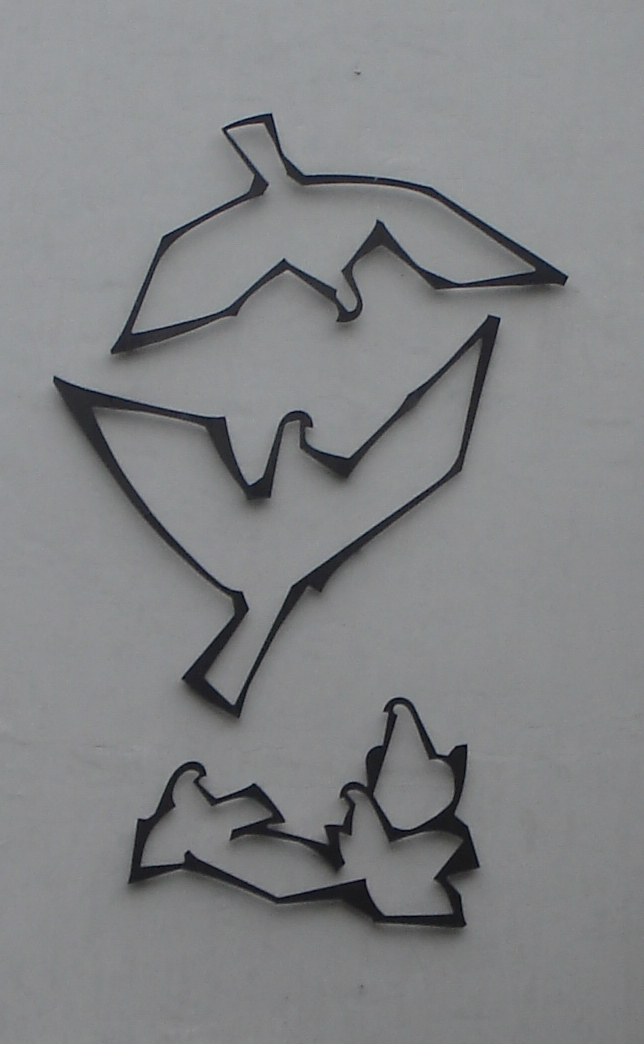
Habicht-Ornamente am Hochhaus Habichtsplatz in Hamburg-Barmbek-Nord. Gefertigt von E.H. 1954. Stahl, geschm.
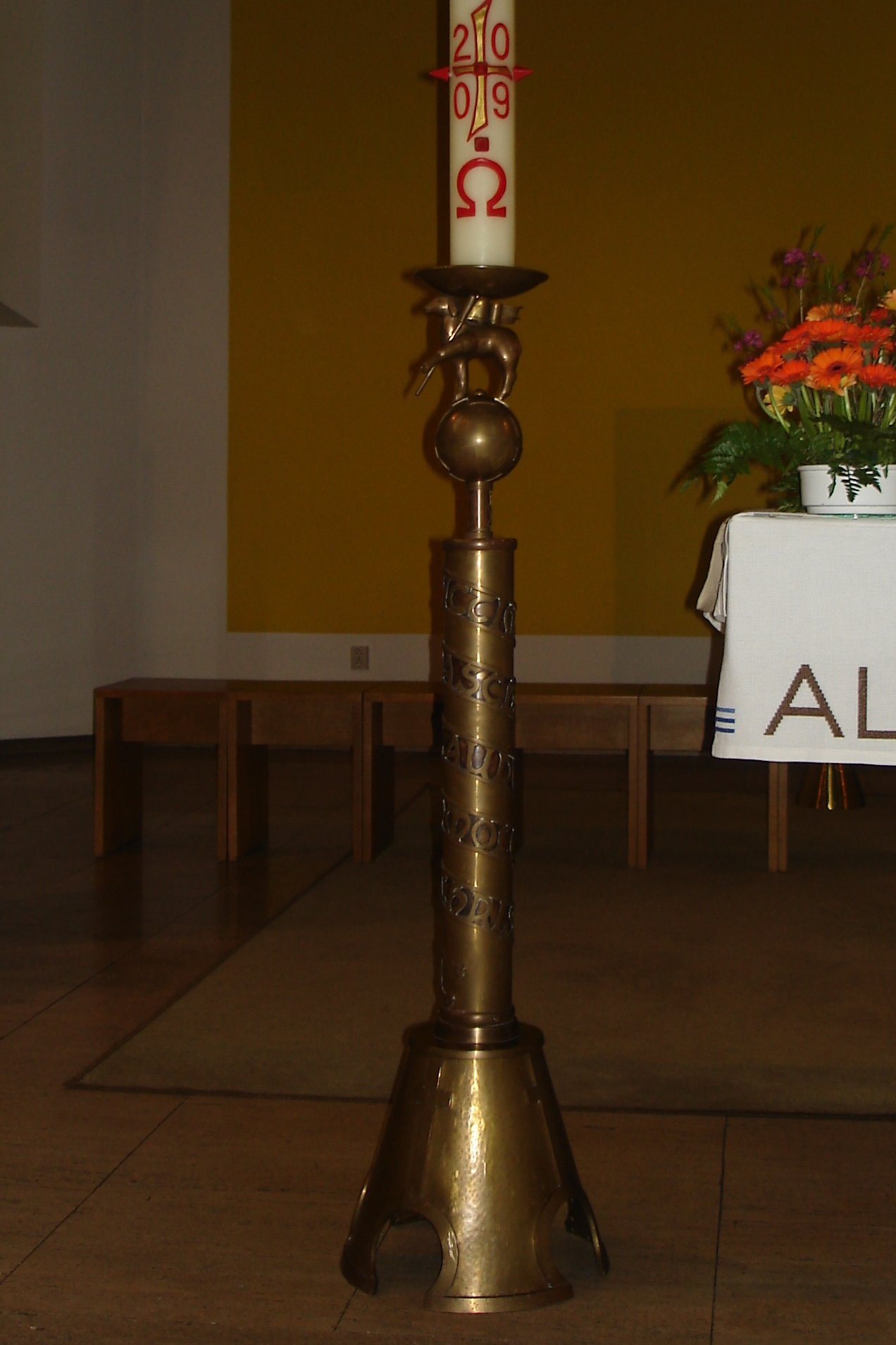
Altarleuchter, von E.H. 1961 gefertigt für die St.-Franziskus-Kirche in Hamburg-Barmbek-Nord. Messing
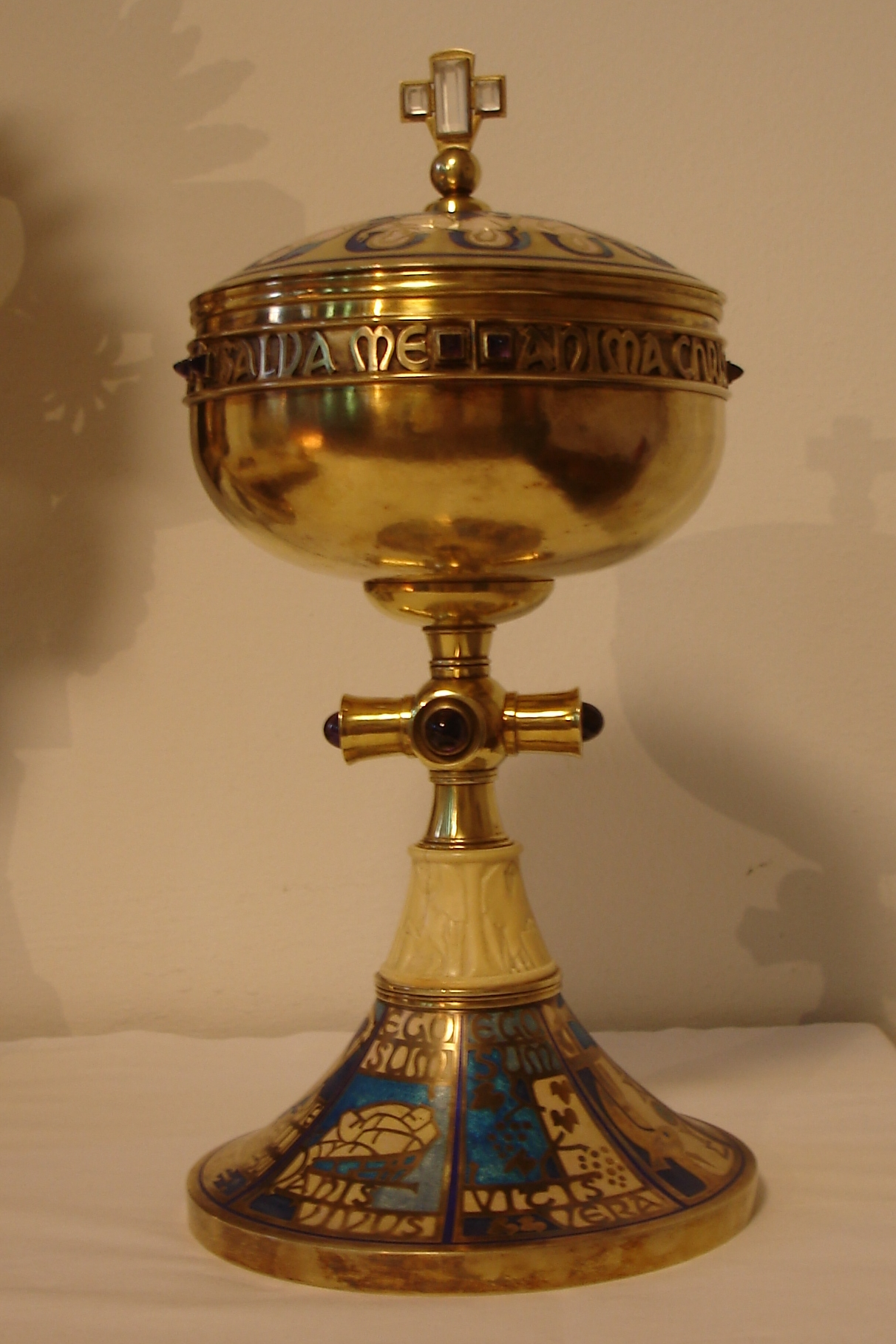
Ziborium, von E.H. gefertigt für die St.-Franziskus-Kirche in Hamburg-Barmbek-Nord. Mit Feueremail und Stein, Silber, vergoldet.
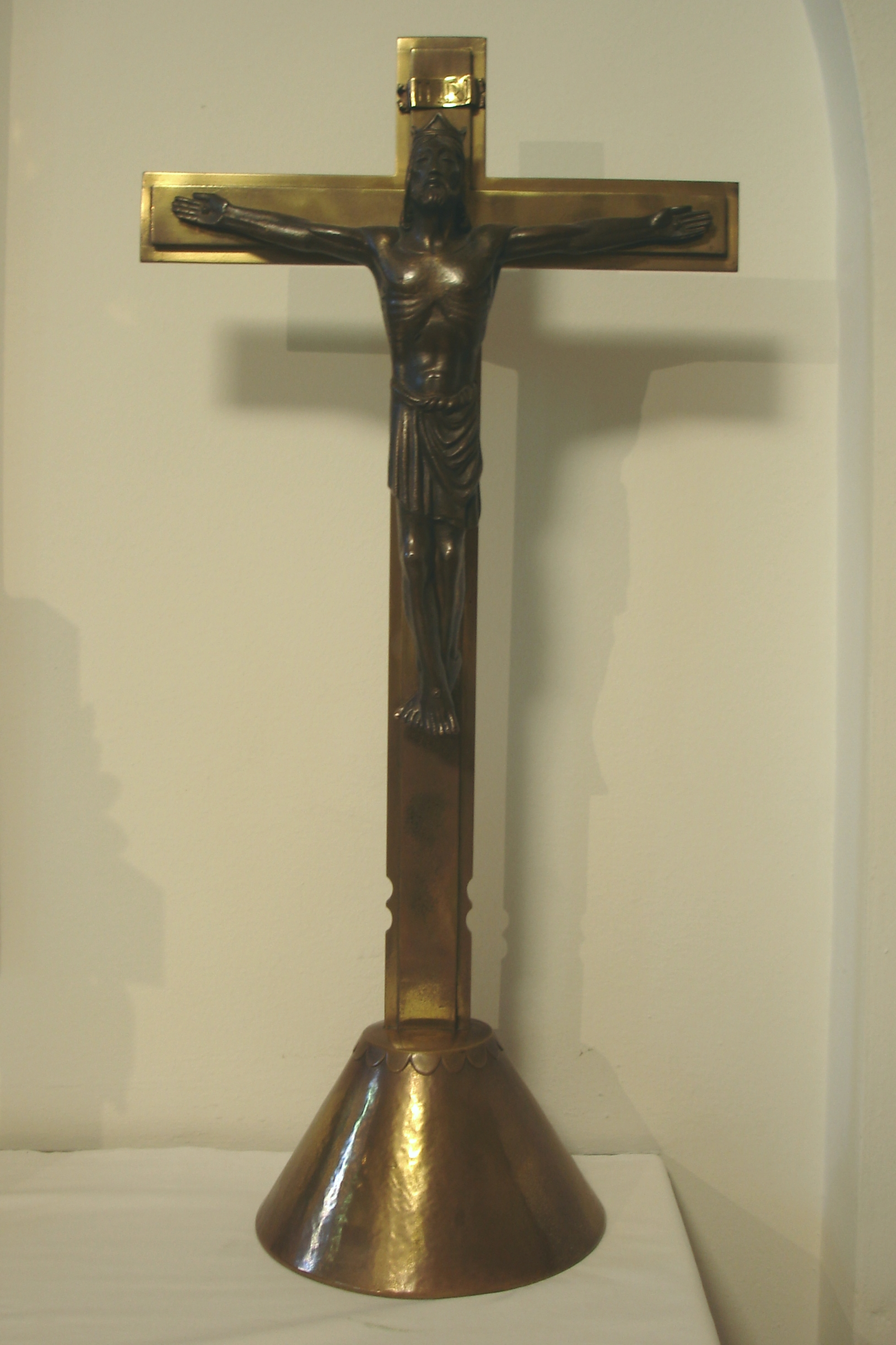
Altarkreuz. Von E.H. gefertigt für die St.-Franziskus-Kirche in Hamburg-Barmbek-Nord. Bronze
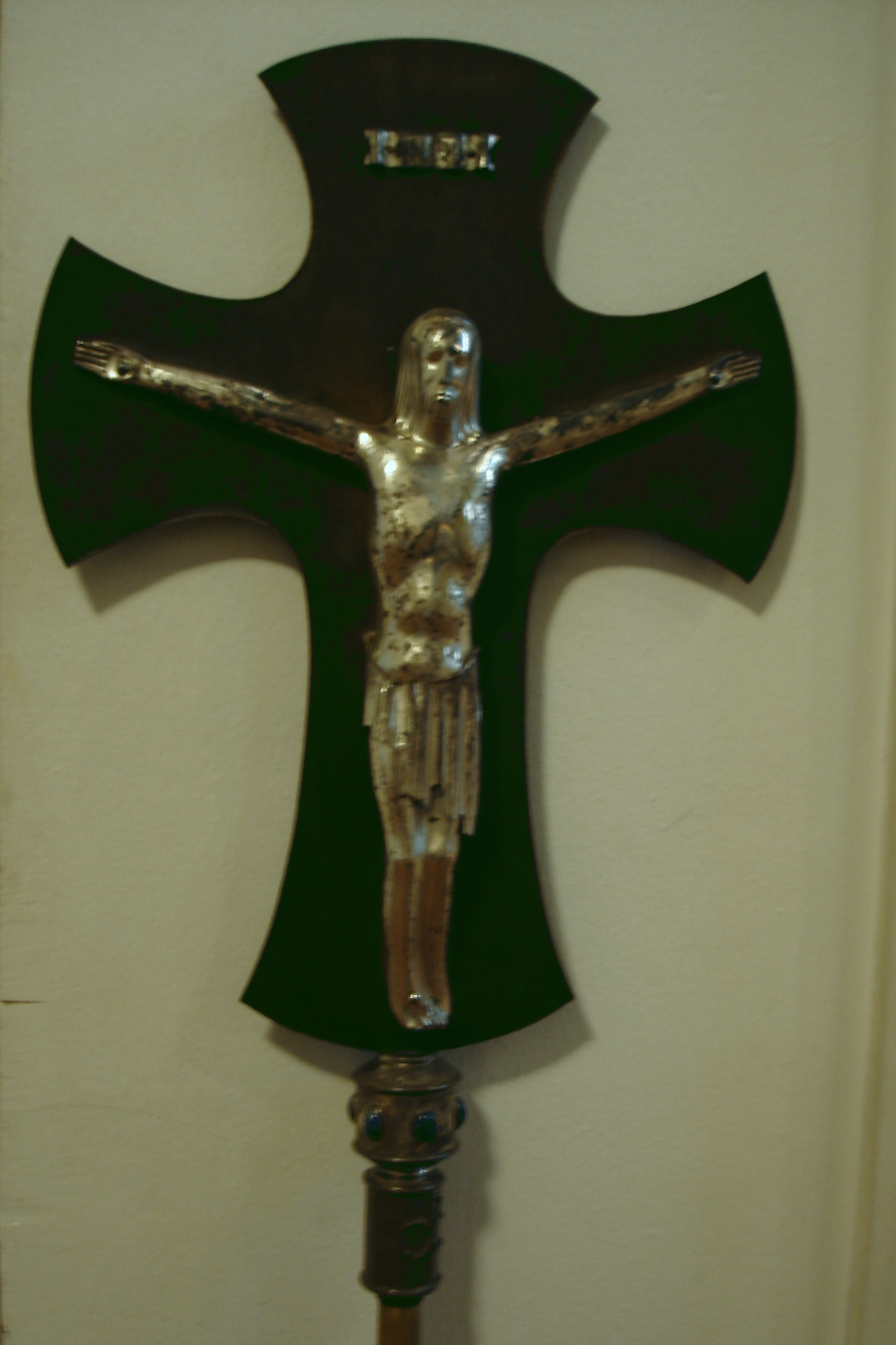
Prozessionskreuz. Von E.H. gefertigt für die St.-Franziskus-Kirche in Hamburg-Barmbek-Nord. Silber m. Edelst.
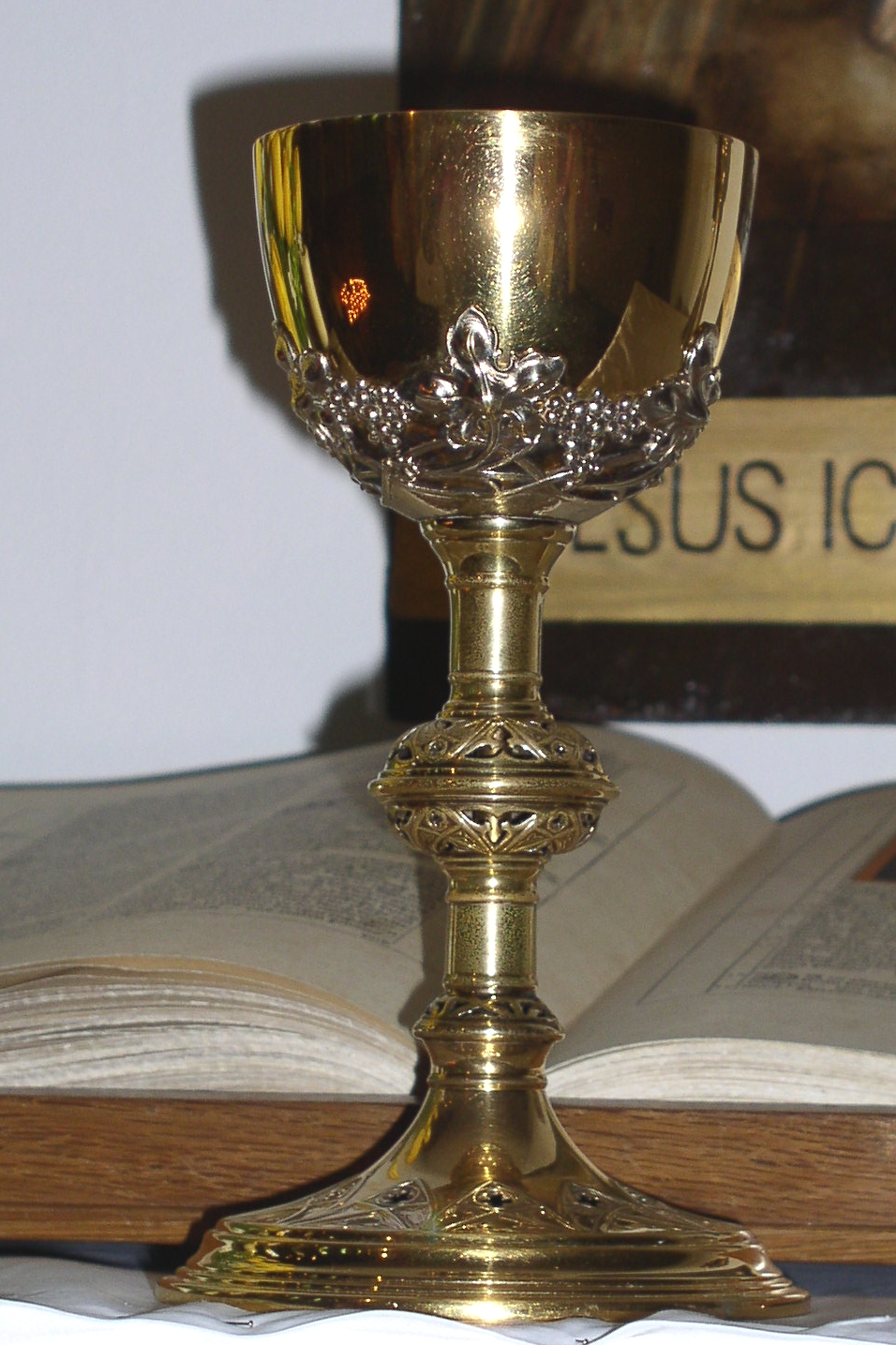
Messkelch. Von E.H. gefertigt für die St.-Franziskus-Kirche in Hamburg-Barmbek-Nord. Silber (vergoldet)
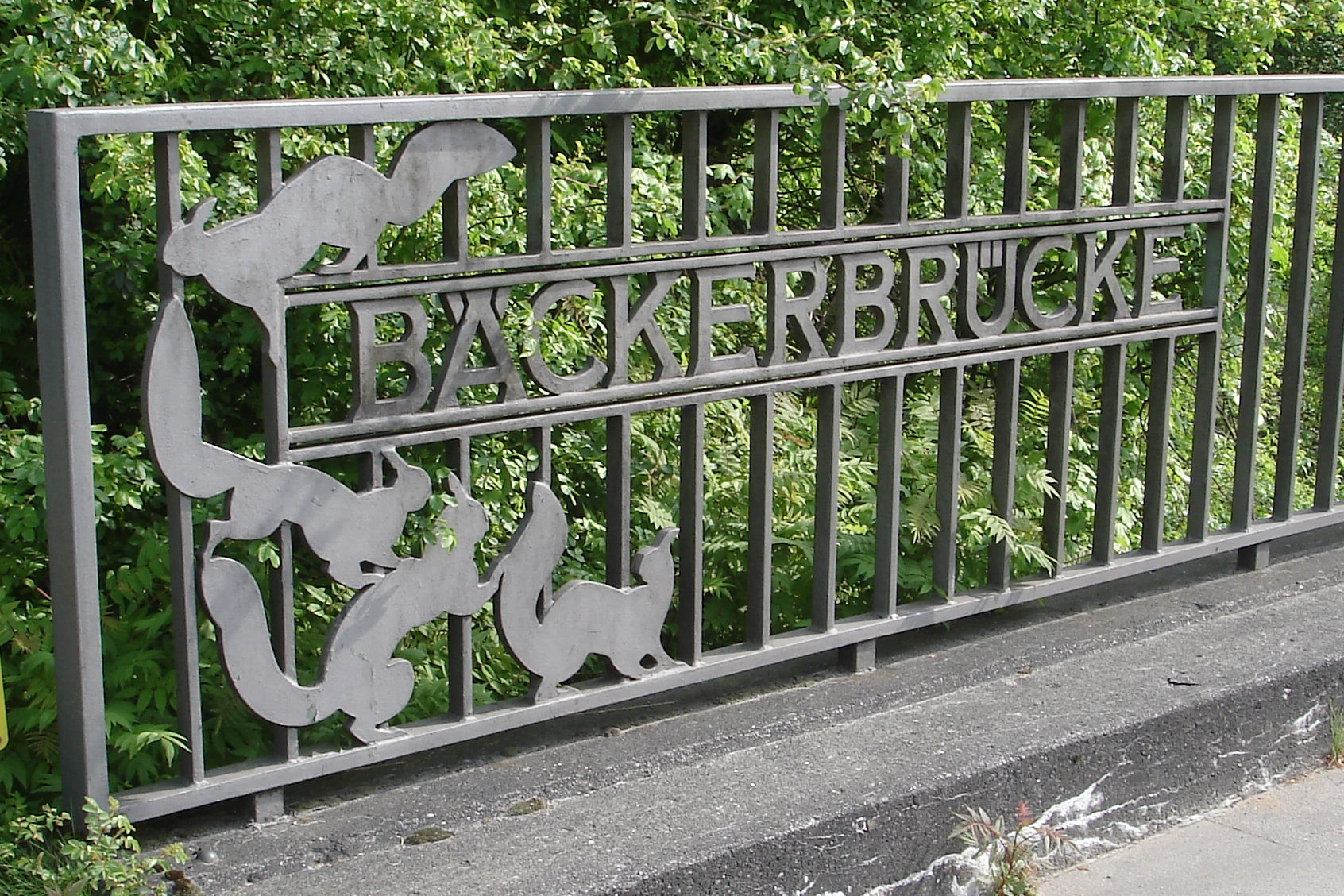
Bäckerbrücke (1952), Saseler Damm im Stadtteil Poppenbüttel von Hamburg. Stahl, geschm.
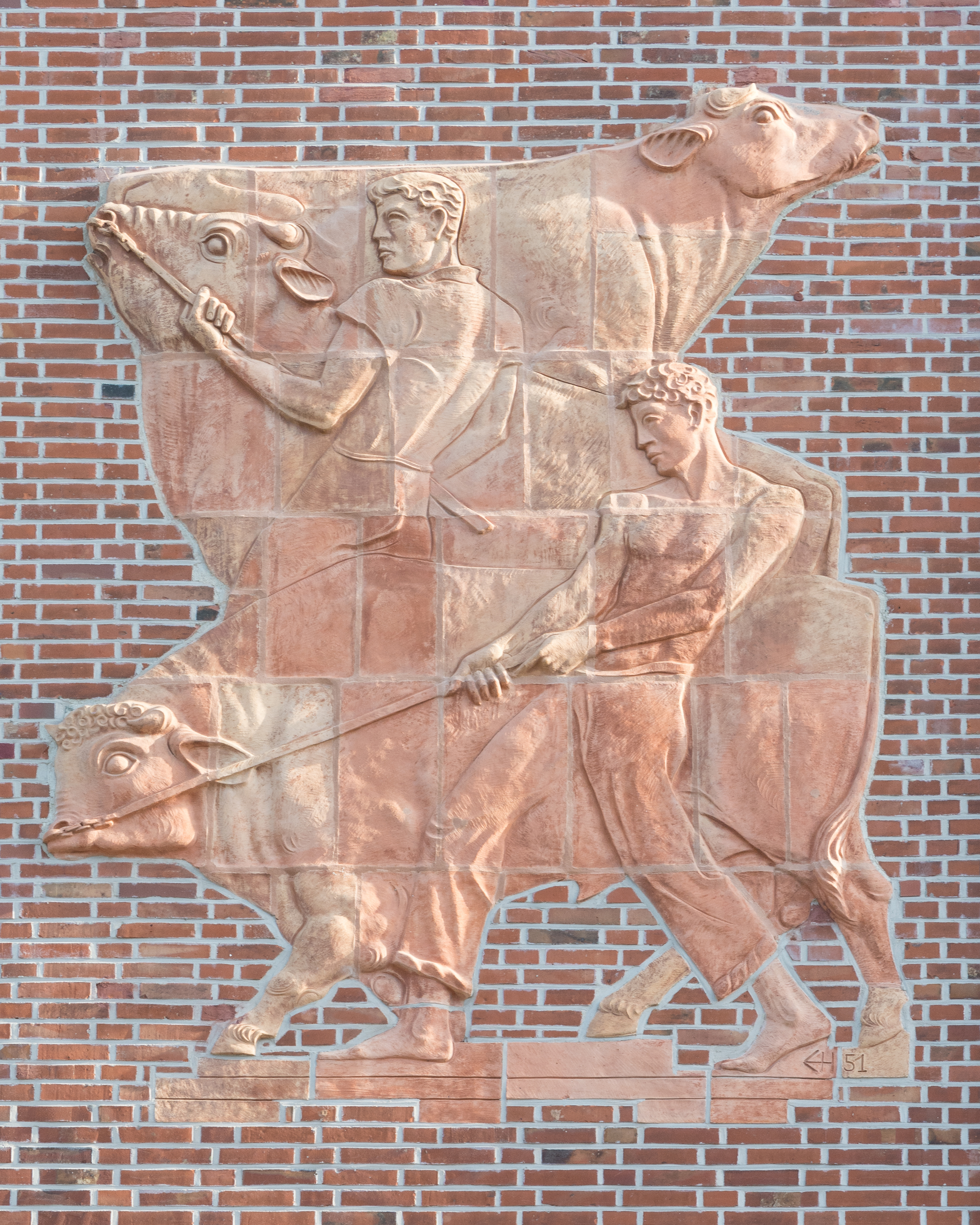
Tiere-Menschen (1951). Ehemalige Rindermarkthalle Hamburg, Neuer Kamp / Budapester Straße, Keramik
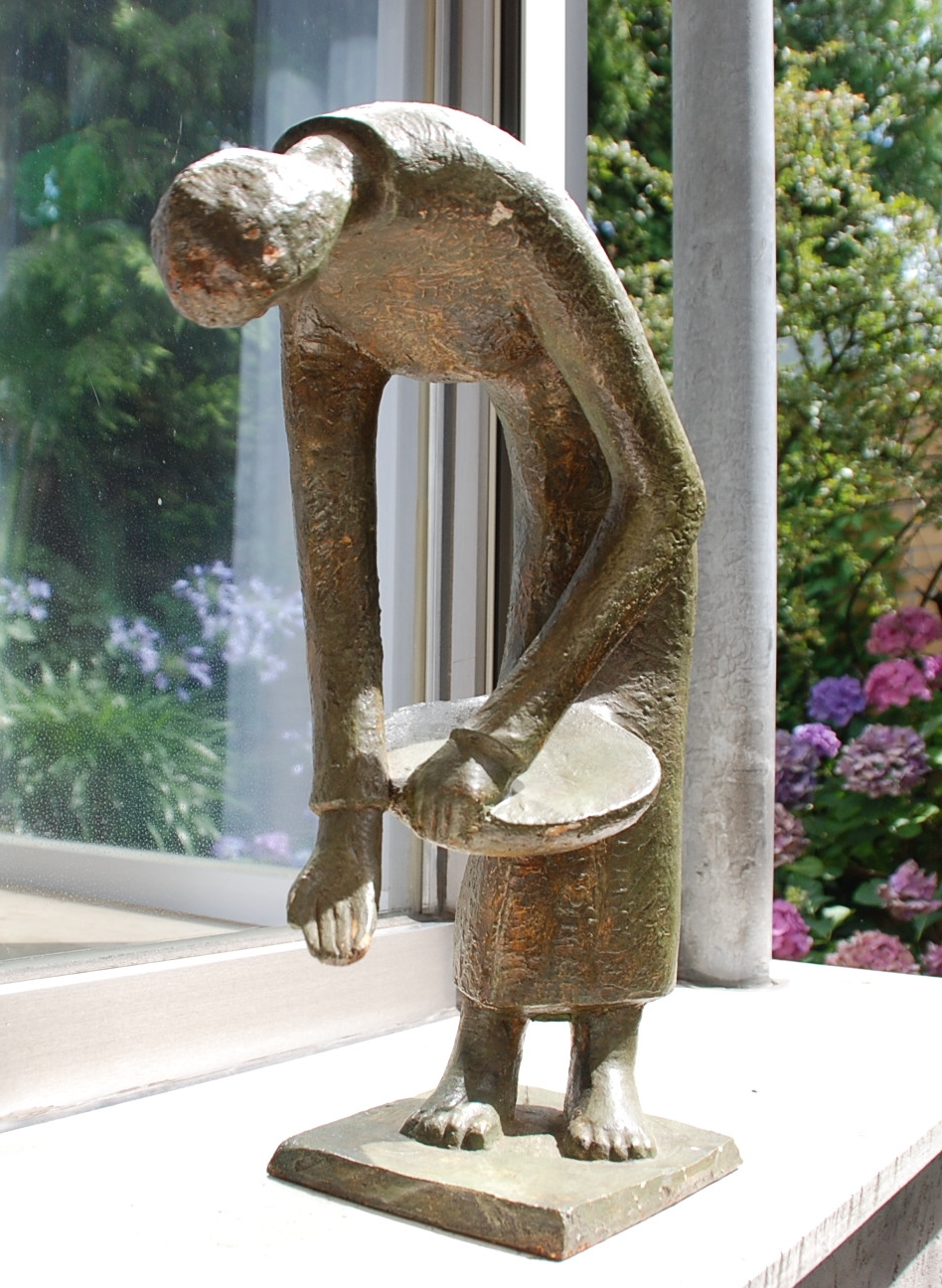
Die Säende (Herstelldatum unbekannt). Privatbesitz
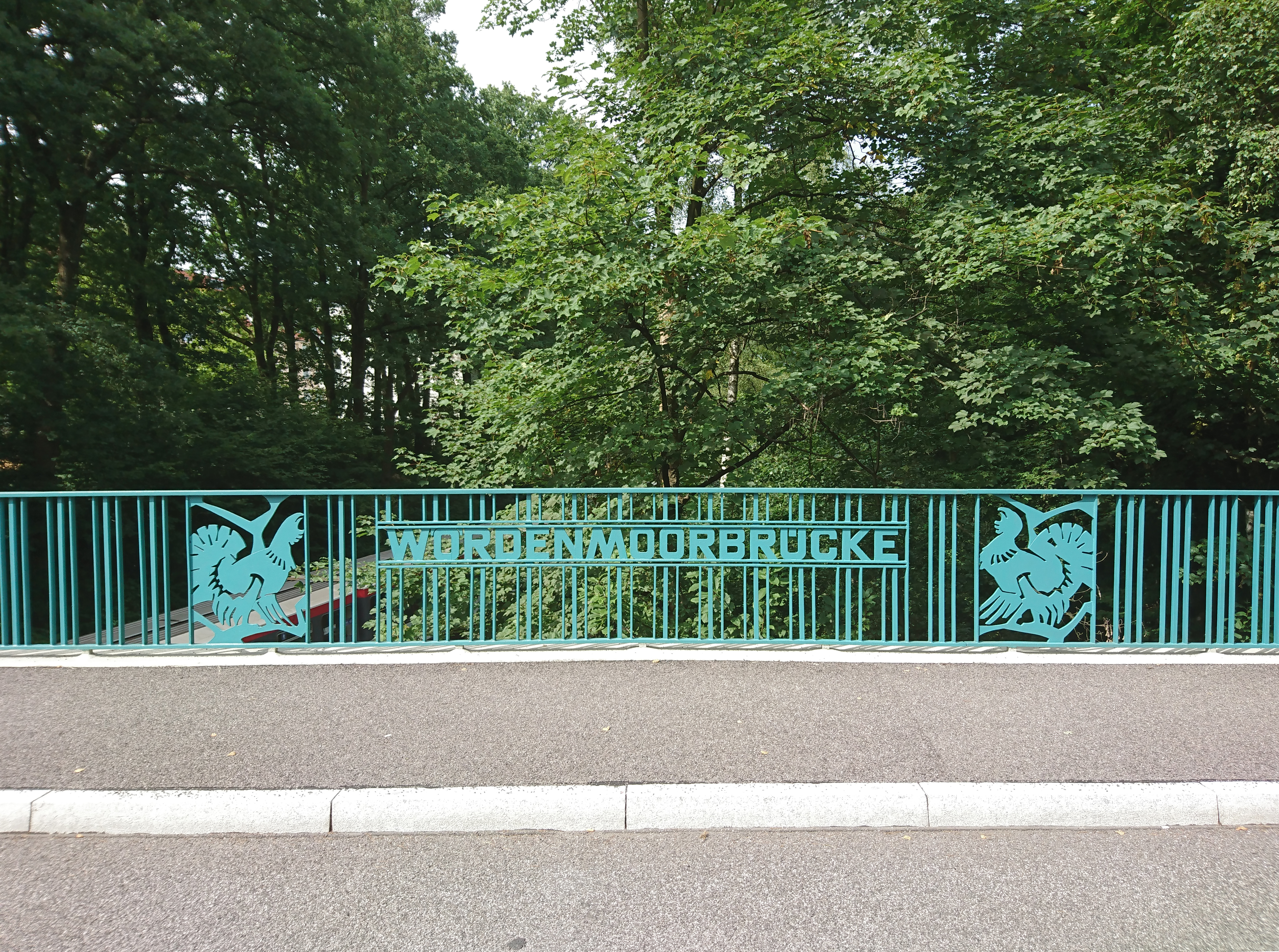
Wördenmoorbrücke (1964) in Hamburg-Langenhorn